# سیارک ۱۸۴۵
سیارک ۱۸۴۵ (به انگلیسی: 1845 Helewalda، نامگذاری:1972UC) هزار و هشتصد و چهل و پنجمین سیارک کشف شده‌است که در ۳۰ اکتبر ۱۹۷۲ کشف شد.
قدر مطلق سیارک برابر ۱۱٫۳۰ است.